# باليه كلاسيكي

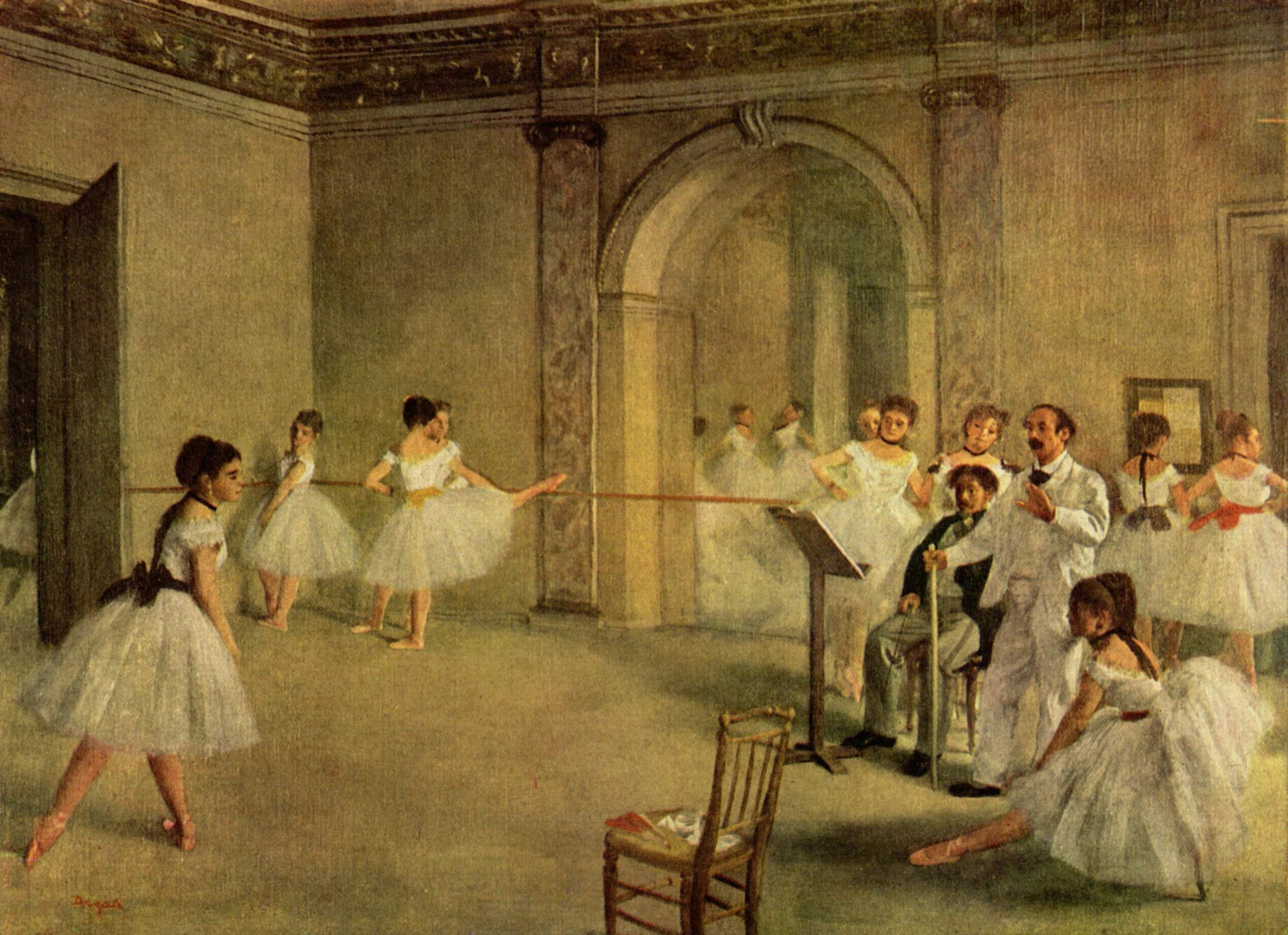
لوحة فنية لراقصي الباليه التي رسمها إدغار ديغا، في عام 1872

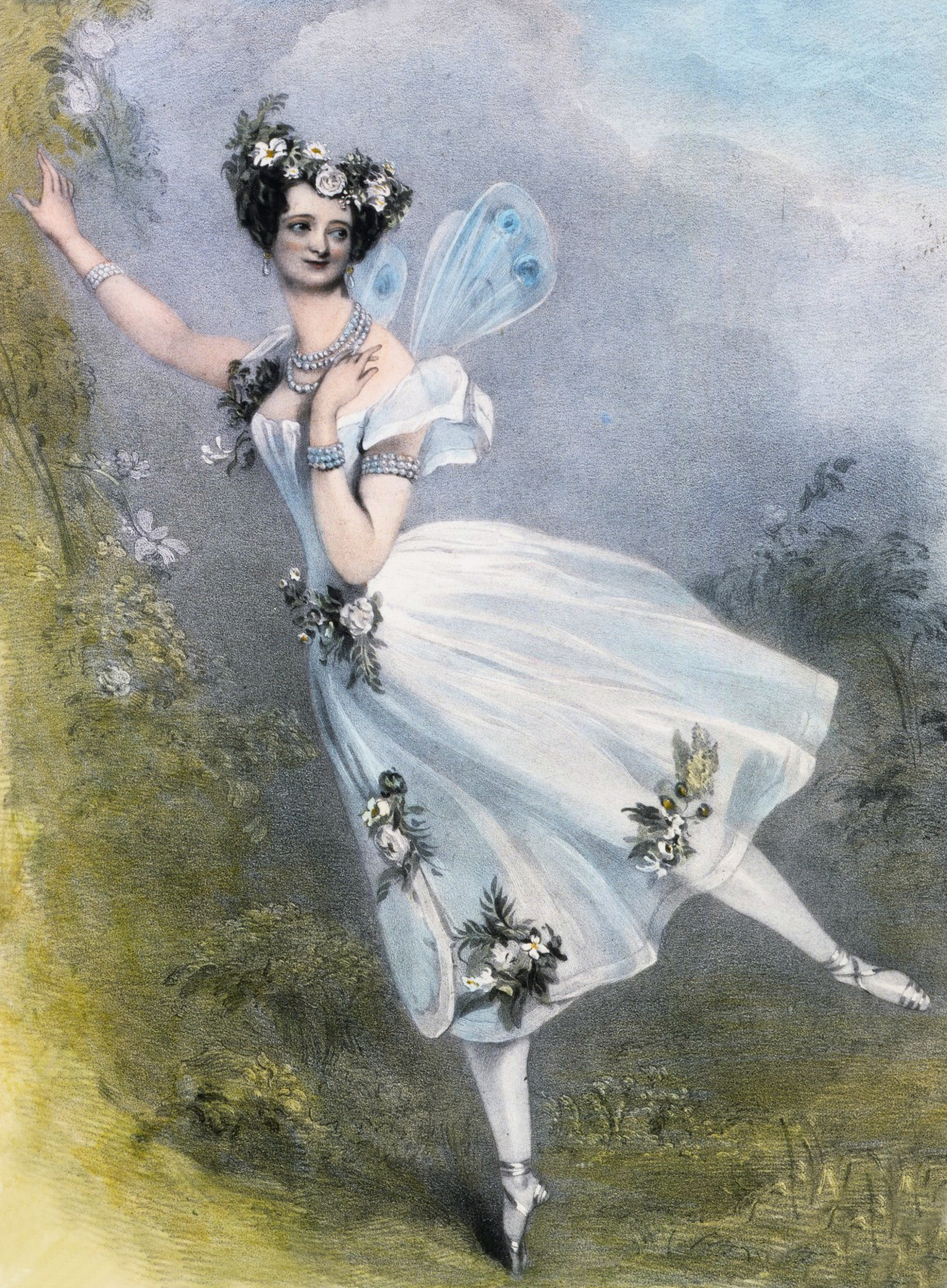
ماري تاغيليون، هي إحدى رائدات عمل البوانت أو الرقص على أطراف أصابع القدمين

الباليه الكلاسيكي هو نمط تقليدي رسمي لرقص الباليه الذي يلتزم بتقنية الباليه الكلاسيكية، ويعرف بجمالياته وتقنياته الدقيقة في التفات الساقين و (القدرة العالية على التمدد والانبساط) وأيضا بمدى انسيابه وتحركاته المتقنة وصفاته بالغة الدقة.
هناك عدة أساليب للباليه الكلاسيكي التي تختلف باختلاف مكان نشأتها فهناك الباليه الروسي والباليه الفرسي والباليه البريطاني والباليه الإيطالي. فعلى سبيل المثال، يتميز الباليه الروسي بالقدرة العالية على التمدد والانبساط والالتفاتات الفعالة والمميزة بينما يميل الباليه الإيطالي إلى أن يُمارس أكثر على الأرض، مع التركيز على السرعة وحركة القدمين المعقدة. وترتبط هذه الاختلافات في الأساليب بطرق تدريب محددة تم تسميتها بعد منشؤها. وعلى الرغم من هذه الاختلافات، إلا أن كيفية أداء الباليه الكلاسيكي ومسميات حركاته ثابتة ومتشابهة إلى حد كبير بين جميع دول العالم.

## التاريخ
نشأت الباليه في محاكم عصر النهضة الإيطالية وبعد ذلك أحضرها كاثرين دي ميديشي في القرن السادس عشر إلى فرنسا، وفي بداية نشأة الباليه، أجريت الباليه المحكمة وهو اسم يطلقه هواة الأرستقراطية على الباليه بدلا من الراقصين المحترفين. وفي وقت مبكر، تطورت معظم حركات الباليه من رقصات المحكمة الاجتماعية وبروزا في مرحلة الإخراج المسرحي بدلا من تقنية الباليه الرسمية.
في القرن السابع عشر ارتفعت شعبية الباليه كثيرا في فرنسا وبدأ يتحول بالتدريج إلى مهنة فنية لم يعد يُمارسها الهواة. بل بدأ الباليه بدمج الحركات البهلوانية الصعبة التي لا يستطيع أدائها إلا الفنانين في الشوارع من ذوي المهارات العالية. وردا على ذلك، أنشأ الملك لويس الرابع عشر في عام 1661، أول مدرسة للباليه في العالم التي يُطلق عليها الأكاديمية الملكية للرقص. فكان الغرض الرئيسي من هذه الأكاديميات هو تحسين جودة التدريب على الرقص في فرنسا وإلى ابتكار تقنيات أو مناهج يمكن استخدامها لتحويل الباليه إلى نظام تدريب رسمي. وبعد فترة وجيزة من إنشاء الأكاديمية في عام 1672، أنشأ الملك لويس الرابع عشر شركة أداء واُطلق عليها بـ (الاكاديمية الملكية للموسيقى والرقص) (والتي تعرف اليوم باسم أوبرا باريس)، ويدعى رئيس الرقصة الرئيسية بيير بوشامب. وبينما في أكاديمية رويال، أنشأ تقنية الباليه، فاخترع المناصب الخمسة للباليه، التي مازالت إلى يومنا هذا أساس كل تقنية رسمية للباليه الكلاسيكية.

## التقنية
تقنية الباليه هي المبادئ الأساسية لحركة الجسم وشكله المستخدم في الباليه، وثمت سمة مميزة في تقنية الباليه ألا وهي الالتفاف، وهي أن يكون التفاف الساقين من مفصل الفخذ إلى الخارج. وثمت خمس وضعيات أساسية للقدمين (عند ممارسة الباليه). جميع تلك الوظائف الوضعيات تُؤدى/ أو تُمارس مع الإقبال بالالتفاف، وعيّن عدديا كالأول من خلال الموقف الخامس، عند أداء القفزات والانتقالات تسعى الراقصة لعرض رقصتها وكأنها بالون تطير وتسبح في الهواء. 
و هناك أيضا ما يسمى بـ تقنية بوانت وهي تعتبر جزء من تقنية الباليه التي تركز على عمل البوانت أو الرقص على أطراف أصابع القدم، وحيث تدعم راقصة الباليه كل من وزن الجسم على خطوات القدم الممتدة تماما.

## التدريب
عادة ما يتعلم الطلاب مصطلحات الباليه والنطق والمعنى وشكل الجسم بدقة وكل حركة مع مسماها.ويتم التركيز على تطوير المرونة وتقوية الساقين والقدمين. بالإضافة إلى أساسيات الجسم (المركز أو العضلات الجوفية أو الباطنية) باعتباره نواة قوية وأمر ضروري للقدرة على الالتفاف، وكذلك العديد من حركات الباليه الأخرى.
بعد تعلم تقنية الباليه الأساسية وتطوير القوة والمرونة الكافية، تبدأ الراقصات بتعلم تقنية البوانت. ويتضمن ذلك الذكور أيضا، حيث يبدأ الراقصات والرقصين بالبدء في تعلم الشراكة والقفز المتقدم والانحناءات. كما يمكن للطلاب التقدم من خلال مراحل التدريب أو مستوياته بالإضافة إلى تطور مهاراتهم وذلك اعتمادا على حسب نظام تدريب المدرسين.

### الملابس الخاصة بحصة الباليه
عادة ماتكون ملابس الإناث وردية اللون أو لباس ملون ضيق ومشدود وقد تكون أحيانا تنورة قصيرة ملتفة أو قميصا مجنّب. أما الذكور فعادة ما يرتدون الجوارب السوداء غامفة اللون وقميص أبيض يكون ضيق ومحزق ولباس يلبس تحت اللباس الضيق بالإضافة إلى حزام الرقص الذي يلبس تحت لبس الراقص الخارجي لتوفير الدعم له. وفي بعض الحالات، يمكن للطلاب ارتداء الملابس ذات الجلد الضيق - قطعة واحدة من الملابس التي تجمع بين الجوارب ولباس الرقص- لتحسين وضوح الخطوط الفنية في الرقصة واللبس ذاته.
يرتدي جميع الراقصين أحذية الباليه الناعمة (التي تسمى أحيانا بالأحذية المسطحة)، فعادة ما يرتدي الإناث الأحذية ذات اللون الوردي أو البيج، أما الذكور فيرتدون الأحذية السوداء أو البيضاء. وأحيانا يستخدم مدفّأ للساق خلال الجزء الأول من حصة الباليه لحماية عضلات الساق حتى تصبح دافئة، فعادة ما يطلبها الإناث لربط شعرهم في شكل كعكعة أو أي تسريحة أخرى للشعر بحيث تكشف الرقبة. والغرض من هذه الملابس وتسريحات الشعر هو تعزيز حرية الحركة والكشف عن شكل الجسم بحيث يمكن للمعلم تقييم مدى انتظام الراقصات وصحة التقنية. وبعد الاحماء، قد ترتدي الطالبات المتقدمات أحذية البوانت في حين يستمر الطلاب المتقدمين بارتداء أحذية لينة. يرتدي الطالب أحذية البوانت بعد قياس مدى قوة كاحلين هذا الطالب، وبعد ذلك يمكنه تنفيذ البوانت بشكل متكرر وعلى مستوى عال.

### الأساليب
ثمة العديد من الأنظمة الموحدة وواسعة النطاق والكلاسيكية لتدريب الباليه؛ ليتم تصميم كل منها لإنتاج طلاب من نوعية جمالية فريدة. وتسمى على هذه الأنظمة بـ بعد المبدعين، وعادة ما يطلق على هذه الأنظمة الأساليب أو المدارس. فعلى سبيل المثال، ثمت نظامان سائدان من روسيا هما طريقة فاغانوفا (التي أنشأها أغريبينا فاغانوفا)، والطريقة الثانية طريقة ليقات (نيكولاي ليقات). وأطلق على إحدى الطرق اكسشيتتي بعد الراقصة الإيطالية انريكو اكسشيتتي. وطُور نظام تدريب اخر وسُمي بـ أغسطس بورونفيلي، ودرس هذا النظام في المقام الأول في الدنمارك. أما طريقة رويال أكاديمي دانس، لم يُنشئها الأفراد، بل أنشأها مجموعة محترفين الباليه البارزين. وعلى الرغم من ترابطها مع الجغرافيا المسماة بـ أنماط الباليه، تستخدم أيضا العديد من هذه الأساليب التدريبية؛ فعلى سبيل المثال، تُستخدم طريقة تدريس وريال أكاديمي دانس في أكثر من 70 بلد في جميع أنحاء العالم.
لا تدرّس الطريقة الأميركية للباليه (بلانشاين) على نظام تدريبي موحد وواسع النطاق، وكذلك الباليه الفرنسي لا يوجد به نظام للتدريب القياسي، تعمل كل مدارس الباليه على الطريقة الفرنسية الأساسية مثل مدرسة باليه أوبرا باريس والكونسرفتوار الوطني العالي للميوزيك دي دانس واكاديميه دي دانس كلاسيك برنسيس غريس (موناكو) على نظام تدريب فريد من نوعه.

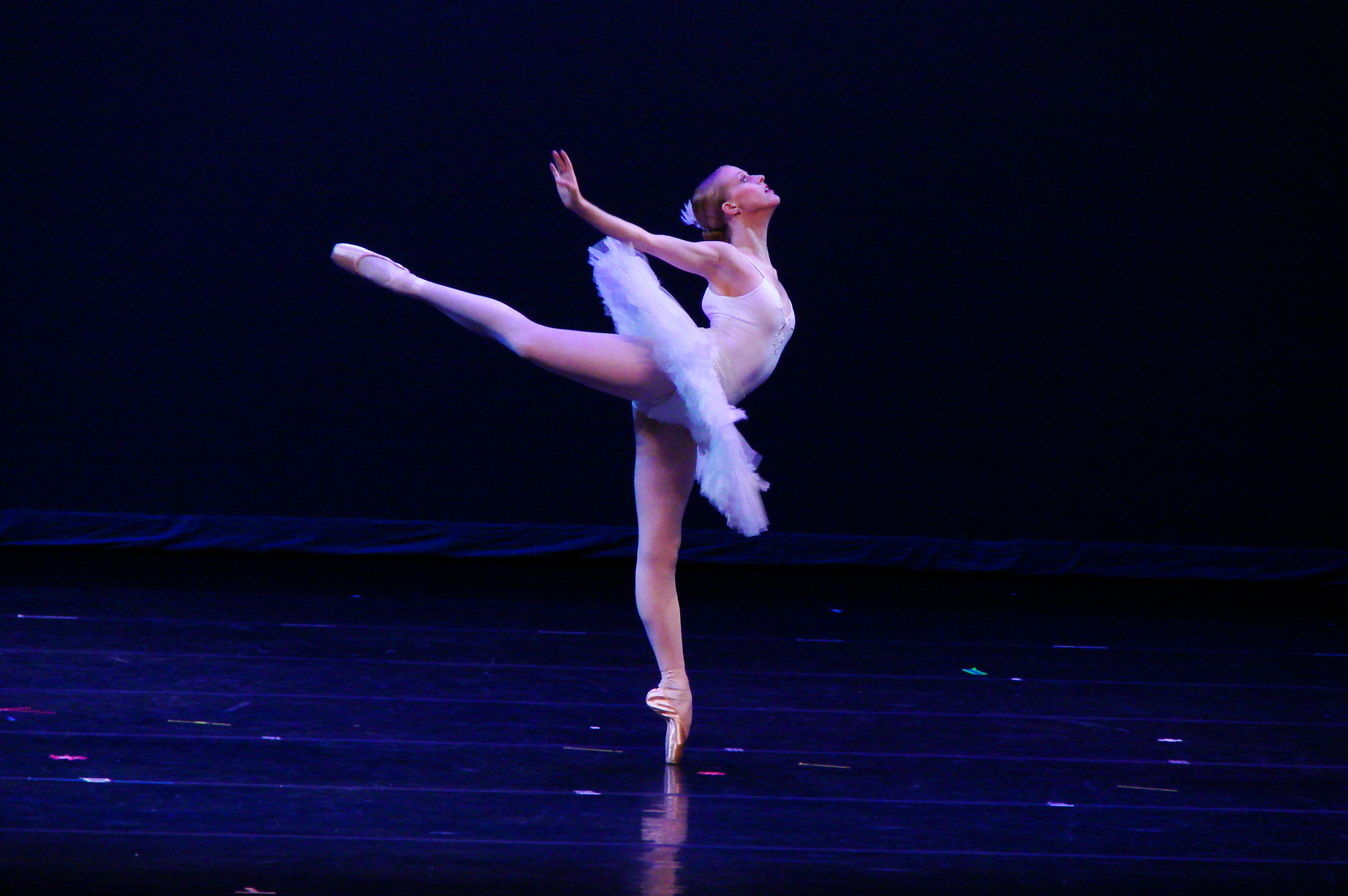
راقصة باليه ترقص البوانت

نظم تدريب الباليه المستخدمة على نطاق واسع
| المنشئ            | الاسم                        | أسلوب الباليه               |
| ----------------- | ---------------------------- | --------------------------- |
| أوغوست بورنونفيل  | طريقة بورنونفيل              | الباليه الدنماركي           |
| إنريكو تشيكيتي    | طريقة تشيكيتي                | الباليه الإيطالي            |
| أغريبينا فاغانوفا | طريقة فاغانوفا               | الباليه الروسي              |
| نيكولاي ليغات     | طريقة ليغات                  | الباليه الروسي              |
| متعدد             | أكاديمية رويال الملكية للرقص | الباليه الإنجليزي           |
| إنريكو تشيكيتي    | طريقة تشيكيتي                | الباليه الإنجليزي           |
| لا يوجد           | لا يوجد                      | الباليه الفرنسي             |
| لا يوجد           | لا يوجد                      | الباليه الأمريكي (بلانشاين) |

### أطلع أيضا على
- باليه معاصر